# Matthias Naeff

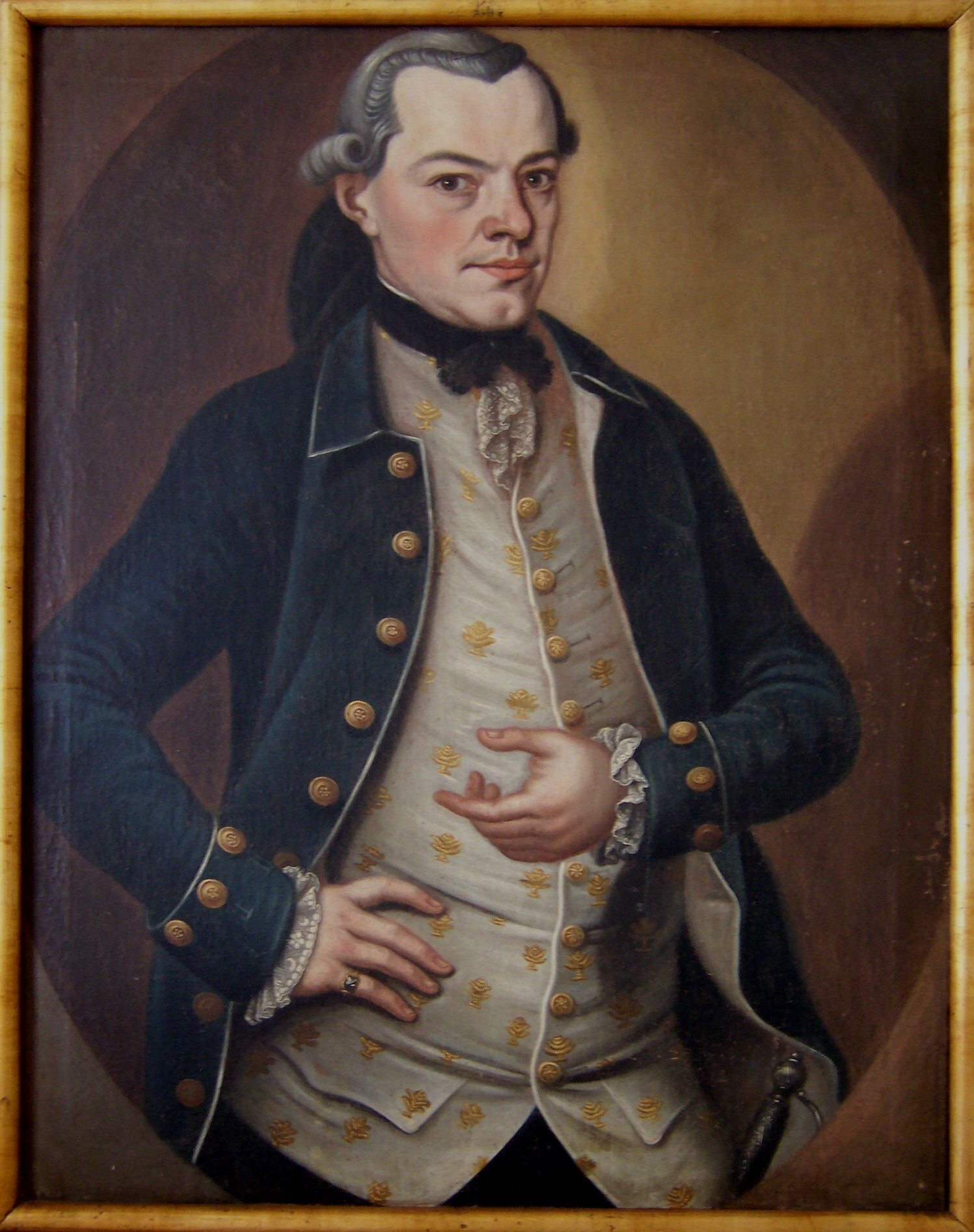
Matthias Naeff-Schachtler

Matthias Naeff-Schachtler (* 20. Juli 1744 in Altstätten; † 12. September 1790 ebenda) war ein Schweizer Textilgrosshändler, Ratsherr und Statthalter in Altstätten.
Sein Vater Johannes Naeff (1711–1752) war Stadtschreiber von Altstätten, Seckelmeister, Ratsherr und Richter. Matthias Naeff gründete ein bedeutendes Leinwandhandelshaus in Altstätten, im St. Galler Rheintal, wo die Leinwandproduktion seit dem Spätmittelalter wichtige Tradition wurde und im 18. Jahrhundert Wohlstand brachte.
1768 heiratete er Anna Schachtler (1747–1829) aus Altstätten. Ihr Vater Anton Schachtler (1703–1760) führte dort das Handelshaus «Zur Gerbe», war Kirchenrat, Richter, Ratsherr und Statthalter, er stammte aus Familien, die mehrere Stadtammänner von Altstätten und Werdenberg (Schachtler, Hilty) stellten. Ihre Mutter Magdalena Heer (1715–1751) war Tochter des Rheinecker Stadtammanns und wohlhabenden Handelshausbesitzers Laurenz Heer (1684–1760) und von Anna Kuhn (1681–1733), die auch mehrere Vorväter hatte, welche Stadtammänner von Rheineck waren.
Ein Jahr nach seiner Heirat baute Naeff ein grösseres Handelshaus in der Altstätten. Er gelangte durch ausgedehnten Leinwandhandel zu Reichtum. Er importierte die Rohstoffe auch aus Amerika, verarbeitete sie und vertrieb die Fertigprodukte. 1769 baute er einen grossen, eleganten Häuserblock an der Obergasse im Stadtkern von Altstätten. Er war Kirchenrat, Ratsherr, Richter und von 1776 bis 1790 Statthalter in Altstätten. Nach seinem frühen Tod in 1790 übernahm sein einzig überlebender Sohn Johann Matthias Naeff-Dalp das Textilhandelshaus. Die verwitwete Anna Naeff-Schachtler half seinem Sohn beim Erziehen seinen zehn Kindern, als er seine Frau Maria Naeff-Dalp jung verloren hatte.
Matthias Naeff war Grossvater von Bundesrat Wilhelm Matthias Naeff und ein Vorfahr von Bundesrätin Elisabeth Kopp.

Galerie
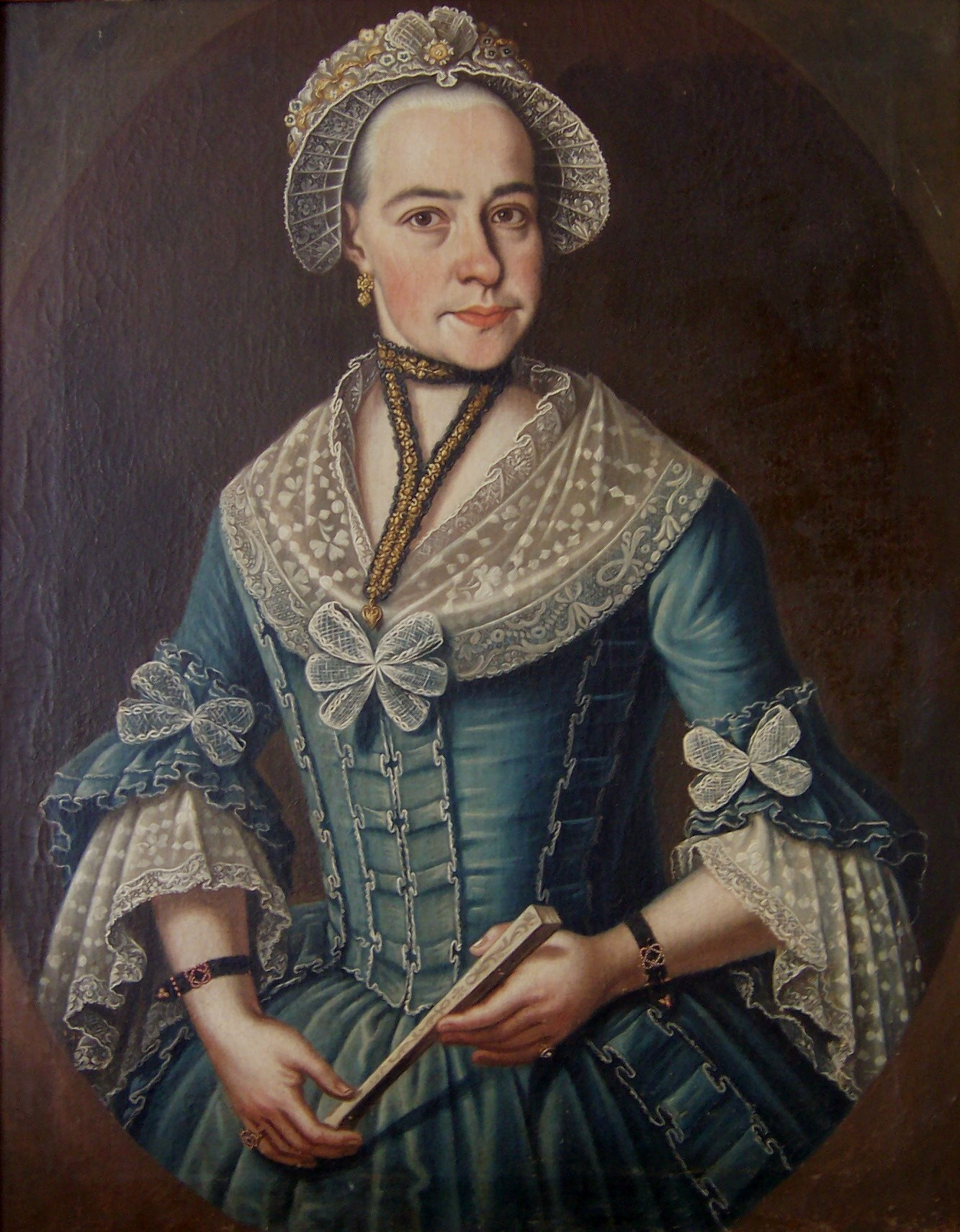
Anna Naeff-Schachtler
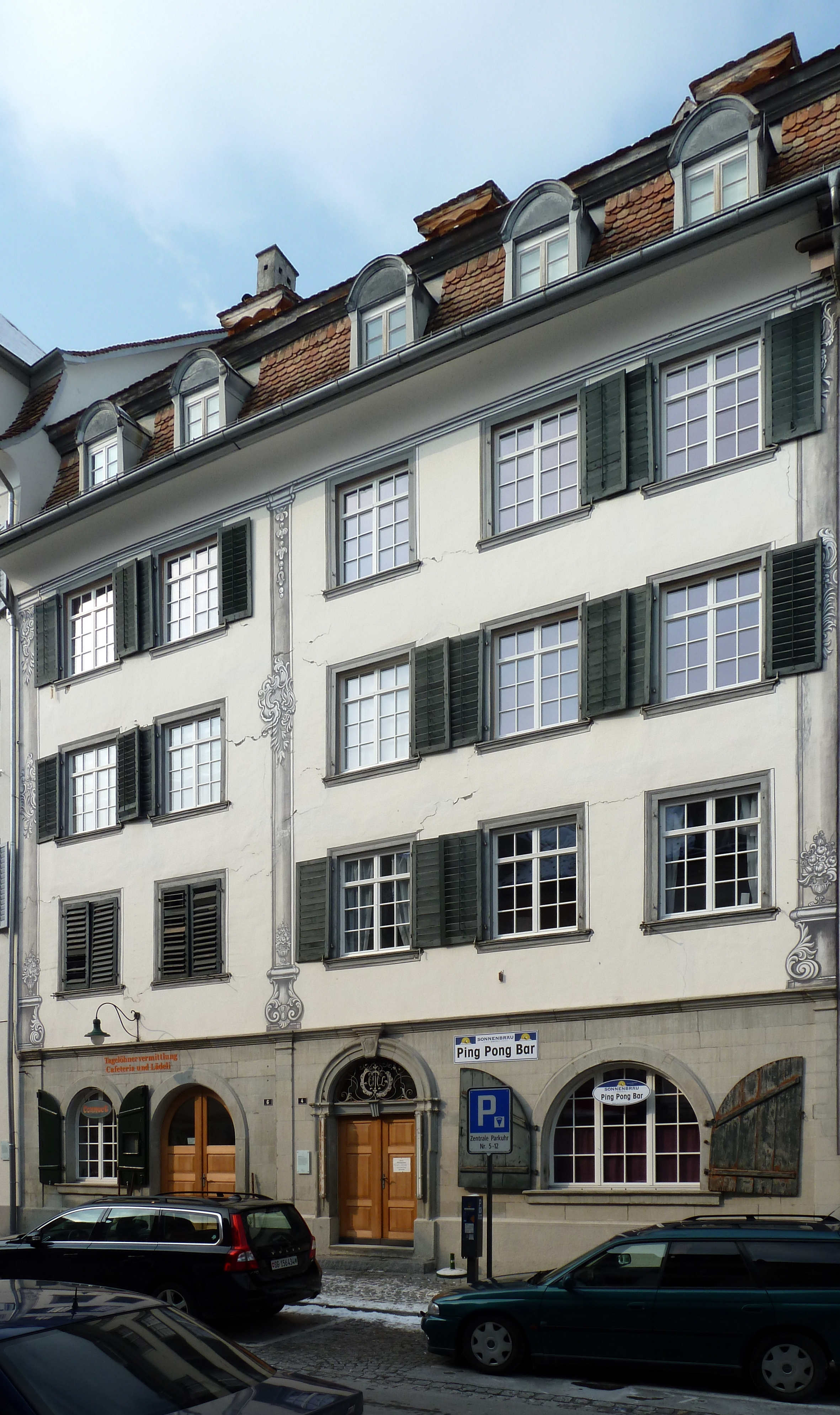
Handelshaus von Matthias Naeff in Altstätten, erbaut 1769